# Djabal Hamrin
Les muntanyes de Hamrin (àrab: تلال حمرين, Tilāl Ḥamrīn, o تلال بارِمّا, Tilāl Bārimmā) són una cadena muntanyosa de l'Iraq que s'estén des de la província de Diyala, 60 km a l'est de Bagdad, fins a la frontera amb l'Iran. Són considerades la branca occidental del Zagros. La regió està habitada per unes 12.000 persones, la majoria àrabs musulmans sunnites, però també per àrabs musulmans xiïtes, kurds i turcmans. Una petita ciutat a la part oest de les muntanyes, a la vora d'un llac artificial, porta també el nom d'Hamrin. El llac o embassament fou creat el 1981 i pot contenir dos bilions de metres cúbics d'aigua; l'aigua es fa servir per al reg i al llac també s'hi practica la pesca. El 2008 una nova presa a l'Iran va fer perdre a l'embassament el 80% de la seva capacitat.